# Zippo
Zippo es un encendedor creado por George G. Blaisdell en el año 1932, en Bradford, Pensilvania.

## Historia
George G. Blaisdell fundó la Zippo Manufacturing Company (ubicada en Bradford, Pensilvania) en 1932, y produjo el primer encendedor Zippo a principios de 1933, inspirándose en un encendedor austriaco de diseño similar. El mechero obtuvo su nombre característico debido a que al señor Blaisdell le gustaba la sonoridad de la palabra 'zipper' (cremallera en inglés) y la asoció al ruido que produce el encendedor al ser abierto. El producto se patentó en 1936.
Los encendedores Zippo son conocidos por su garantía de por vida, la cual se pierde en caso de mal uso (entiéndase utilizar piedras, mechas y gasolina de otras marcas) y todo Zippo lleva en el cuerpo del mechero al retirar la carcasa un aviso que dice «Usar solo piedras, mecha y gasolina Zippo».

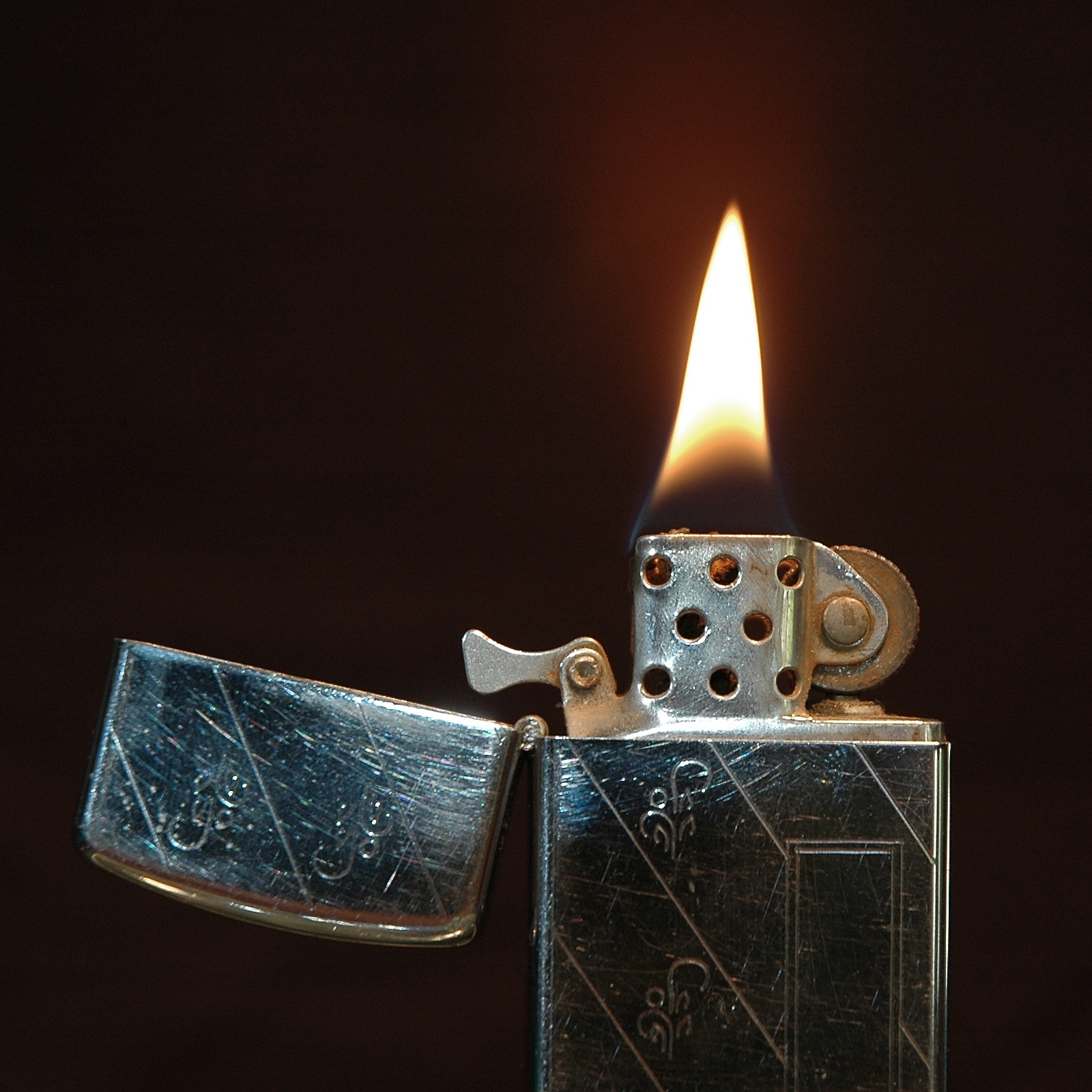
Zippo encendido

Desde 1933, más de 600 millones de encendedores Zippo han sido producidos y se estima que actualmente se producen unos 12 millones al año. Después de la Segunda Guerra Mundial los encendedores formaron parte de campañas de publicidad de compañías tanto grandes como pequeñas hasta la década de 1960. Muchas de las primeras campañas publicitarias de Zippo son obras de arte pintadas a mano y así como la tecnología ha evolucionado, también lo ha hecho el diseño y el acabado de los encendedores Zippo. El mecanismo básico de estos encendedores se ha mantenido inalterable.
Existe un museo llamado Zippo/Case Collector's Club (Club de coleccionistas de encendedores Zippo y estuches) ubicado en Bradford en la avenida Zippo.

## Fechas de Zippo
Desde mediados de 1955 Zippo comenzó a incluir en códigos el año en que se produjo el encendedor a través del uso de puntos (.). Desde 1966 hasta 1973 el código del año se identificaba mediante combinaciones de líneas paralelas (|). Desde 1974 hasta 1981 el código consistía en la utilización de líneas diagonales hacia adelante (/) y desde 1982 hasta junio de 1986 se usaron líneas diagonales hacia atrás (\).
En julio de 1986 Zippo empezó a usar un código en todos sus encendedores que mostraba el mes y el año de producción. A la izquierda de la parte inferior se estampó una letra de la A a la L simbolizando el mes (A = enero, B = febrero, etc). En la parte derecha un número romano era el encargado de simbolizar el año, comenzando con el II en 1986. Así, un encendedor que tuviera estampado 'H XI' fue hecho en agosto de 1995. Sin embargo en el 2000 Zippo alteró nuevamente este mecanismo, cambiando los números romanos por los convencionales arábigos. Así, un Zippo hecho en abril de 2006 quedaría como D 06.

## Carro de combate
El tanque M4A3R3, apodado Zippo Tank empleado como tanque lanzallamas en la Segunda Guerra Mundial.
Existe un derivado del carro de combate M48 Patton conocido como M67 Zippo, que sirvió en la guerra de Vietnam.
(el Ronson era el que se incendiaba al recibir impacto, el lanzallamas era el apodado zippo) 